# (33640) 1999 JT81
1999 JT81 (asteroide 33640) é um asteroide da cintura principal. Possui uma excentricidade de 0.17323020 e uma inclinação de 13.25663º.
Este asteroide foi descoberto no dia 12 de maio de 1999 por LINEAR em Socorro.